# Mont Taou Blanc
Il Mont Taou Blanc o Mont Tout Blanc (pron. fr. AFI: [tau blɑ̃] e [tu blɑ̃] rispettivamente - 3.438 m s.l.m.) è una montagna delle Alpi della Grande Sassière e del Rutor nelle Alpi Graie. 

## Toponimo
Tout Blanc in francese significa tutto bianco. La montagna è anche nota come Mont Taou Blanc o Mont Teu Blanc.

## Caratteristiche

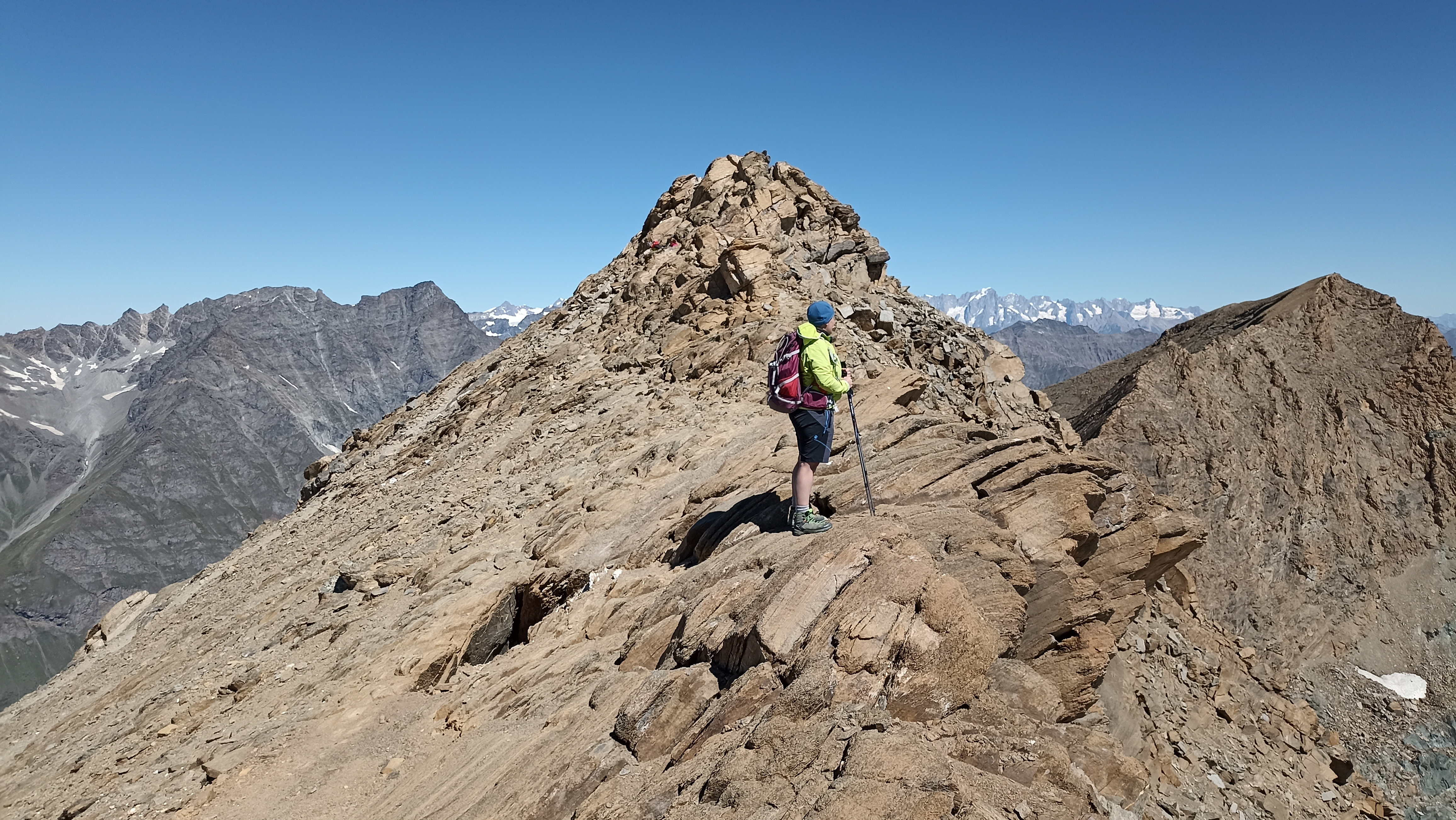
La vetta della montagna.

La montagna si trova in Valle d'Aosta lungo la linea di cresta che separa la Valsavarenche della Val di Rhêmes.
Assieme alle vicine Cima di Entrelor e Cima dell'Aouillé costituisce come una trilogia lungo lo spartiacque tra la Valsavarenche e la Val di Rhêmes. Il colle dell'Aouille (3.332,5 m, a nord) divide il Taou Blanc dalla vicina Cima dell'Aouillé, mentre il colle Leynir (3.084 m, a nord-ovest) lo separa dalla Punta Leynir. La sua prominenza topografica è di 111 m, e il punto di minimo è costituito dal Col de l'Aouillé (3.327 m)
La montagna, per la sua posizione, è un naturale balcone sul vicino e più imponente massiccio del Gran Paradiso.

## Salita alla vetta
Si può salire sulla vetta partendo dal Colle del Nivolet; la difficoltà escursionistica della salita è data come EE oppure viene considerata alpinistica di livello F+. Dal colle salendo in direzione nord si costeggia il lago Rosset e poi si raggiunge il colle Leynir (3.084 m). Si sale infine per il versante sud-ovest della montagna affrontando un piccolo salto di roccia che si può superare direttamente oppure aggirandolo.
È inoltre una vetta cicloalpinistica.

## Punti di appoggio
- Rifugio città di Chivasso - 2.604 m
- Rifugio Albergo Savoia - 2.534 m

## Protezione della natura
Il Taou Blanc fa parte del Parco Nazionale del Gran Paradiso.